# Eslovenia en los Juegos Olímpicos de Sochi 2014
Eslovenia estuvo representada en los Juegos Olímpicos de Sochi 2014 por un total de 66 deportistas que compitieron en 8 deportes. Responsable del equipo olímpico fue el Comité Olímpico Esloveno, así como las federaciones deportivas nacionales de cada deporte con participación.
El portador de la bandera en la ceremonia de apertura fue el jugador de hockey sobre hielo Tomaž Razingar.

## Medallistas
El equipo olímpico esloveno obtuvo las siguientes medallas:
| Nombre        | Deporte         | Competición                |
| ------------- | --------------- | -------------------------- |
| Oro           |                 |                            |
| Tina Maze     | Esquí alpino    | Descenso F                 |
| Tina Maze     | Esquí alpino    | Eslalon gigante F          |
| Plata         |                 |                            |
| Peter Prevc   | Saltos en esquí | Trampolín normal M         |
| Žan Košir     | Snowboard       | Eslalon paralelo M         |
| Bronce        |                 |                            |
| Teja Gregorin | Biatlón         | 10 km F                    |
| Vesna Fabjan  | Esquí de fondo  | Velocidad F                |
| Peter Prevc   | Saltos en esquí | Trampolín largo M          |
| Žan Košir     | Snowboard       | Eslalon gigante paralelo M |